# アリエテ (企業)
アリエテ（Ariete）は、イタリアのフィレンツェ県カンピ・ビゼンツィオに本拠を置く家庭用電気機器製造会社で1964年に創立。特に家庭用の小型調理器具を重点に生産している。
2020年よりアリエテ家電製品は日本全国で販売されている。ヴィンテージシリーズはイタリアンレトロなデザインが特長の単一家電として注目を集めている。http://www.ariete.tokyo/